# 肯尼斯·洛夫頓
小肯尼斯·韋恩·洛夫頓（英語：Kenneth Wayne Lofton Jr.，2002年8月14日—）為美國男子篮球运动员，現效力中国男子篮球职业联赛上海久事。
洛夫頓2019年曾代表美國參加U19世界盃籃球賽，2022年投入NBA选秀但落選。2024年10月29日，洛夫頓加盟中国男子篮球职业联赛（CBA）上海久事。2025年1月17日，洛夫頓入選CBA全明星赛南區先發陣容。2月15日，上海久事奪下首屆CBA俱乐部杯冠军。

## 外部連結
- 肯尼斯·洛夫頓在fiba.basketball（英语）
- 肯尼斯·洛夫頓在NBA（英语）
- 肯尼斯·洛夫頓在NBA G聯盟（英语）
- 肯尼斯·洛夫頓在中国男子篮球职业联赛
- 肯尼斯·洛夫頓在Basketball-Reference.com（NBA）（英语）
- 肯尼斯·洛夫頓在Basketball-Reference.com（NBA G聯盟）（英语）
- 肯尼斯·洛夫頓在Basketball-Reference.com（國際）（英语）
- 肯尼斯·洛夫頓在Sports-Reference.com（NCAA）（英语）
- 肯尼斯·洛夫頓在ESPN（NBA）（英语）
- 肯尼斯·洛夫頓在Eurobasket.com（球員）（英语）
- 肯尼斯·洛夫頓在Proballers（英语）
- 肯尼斯·洛夫頓在RealGM（英语）
- 肯尼斯·洛夫頓在中国篮球数据库
- 肯尼斯·洛夫頓在Flashscore（英语）